# San Lorenzo Isontino
San Lorenzo Isontino (friuli nyelven: San Lurinç Lisuntin, régi friuli nevén: San Lurinç di Mossa, szlovénül: Šlovrenc ob Soči) település Olaszországban, Friuli-Venezia Giulia régióban, Gorizia megyében. Lakosainak száma 1514 fő (2023. január 1.). San Lorenzo Isontino Capriva del Friuli, Farra d'Isonzo, Moraro és Mossa községekkel határos.

## Népesség
A település lakossága az elmúlt években az alábbi módon változott:
| Lakosok száma | 1541 | 1540 | 1514 |
|               | 2017 | 2018 | 2023 |